# مارك ديفيز (قسيس)
مارك ديفيز (بالإنجليزية: Mark Davies)‏ هو قسيس بريطاني، ولد في 12 مايو 1962.